# Selección Romántica
Selección Romántica fue una revista femenina publicada por la editorial española Ibero Mundial entre 1961 y 1968, alcanzando alrededor de 388 números.

## Contexto y trayectoria
"Selecciones Romántica" fue lanzada por Ibero Mundial, dos años después de su exitosa "Claro de Luna", con la que compartía varias semejanzas:
- Ambas revistas presentaban una visión idealizada de la vida burguesa para consumo de las clases populares.[4]
- Surgidas poco después de la democratización del LP en la sociedad española, ambas incluían una historieta sentimental basada en la letra de una canción pop.,[4]
- Una plantilla similar de dibujantes, entre los que destacaban Carmen Barbará y Gómez Esteban.[4]

También mostraba, sin embargo, una serie de significativas diferencias:
- Un formato vertical, de revista, en lugar del apaisado típico de los cuadernos.
- Sólo una de las tres historias que componían cada número (la recogida bajo el epígrafe "Vuestra canción en imágenes") estaba basada en la letra de alguna canción
- Incluía Fanny, un chiste de Koke, y un reportaje cinematográfico.[3]

Con los años, la fotonovela fue ganando espacio a la historieta en el seno de la colección.